# 迪尔伯恩要塞

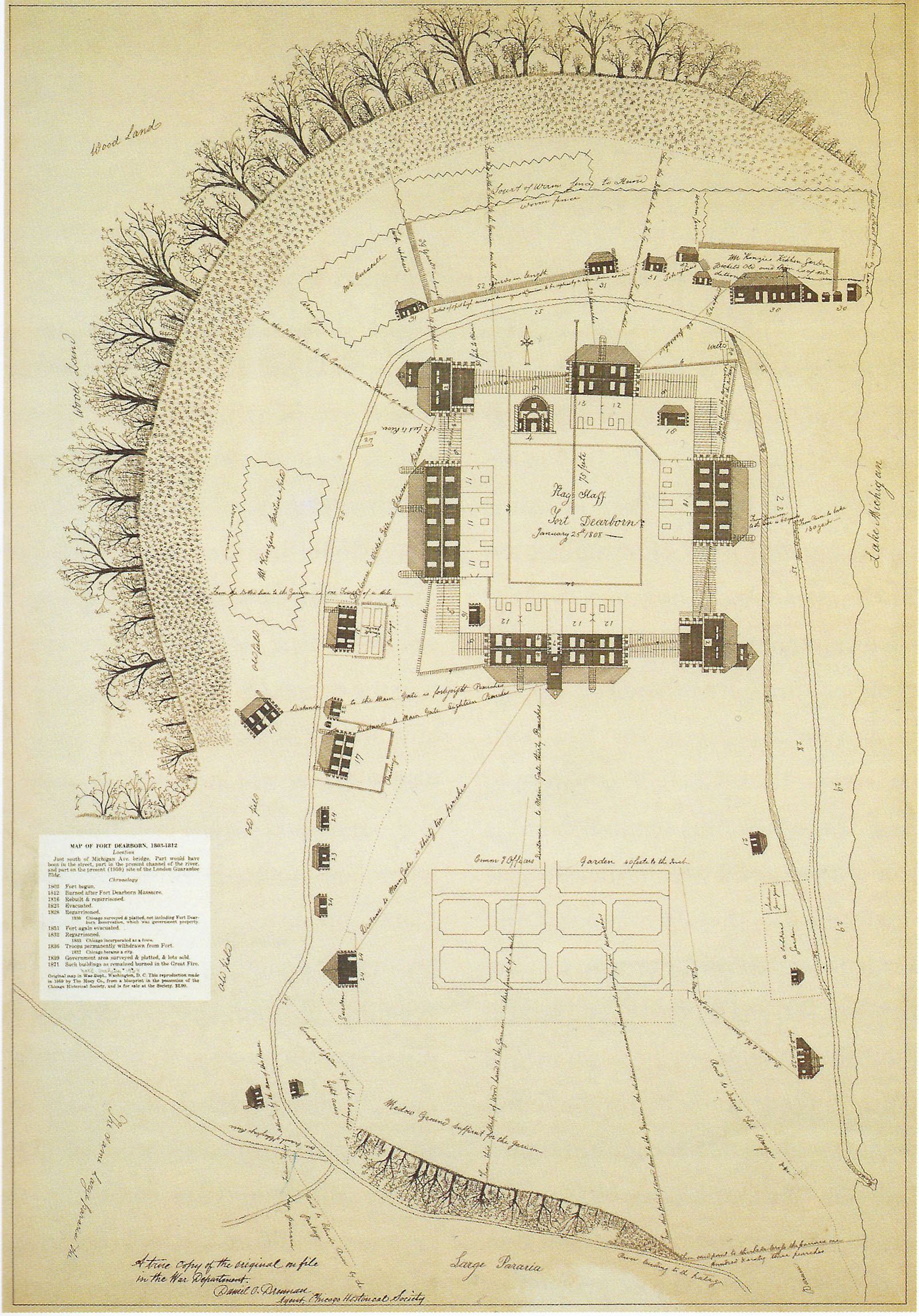
1808年由約翰·惠斯勒上尉所繪的迪爾伯恩要塞平面圖。

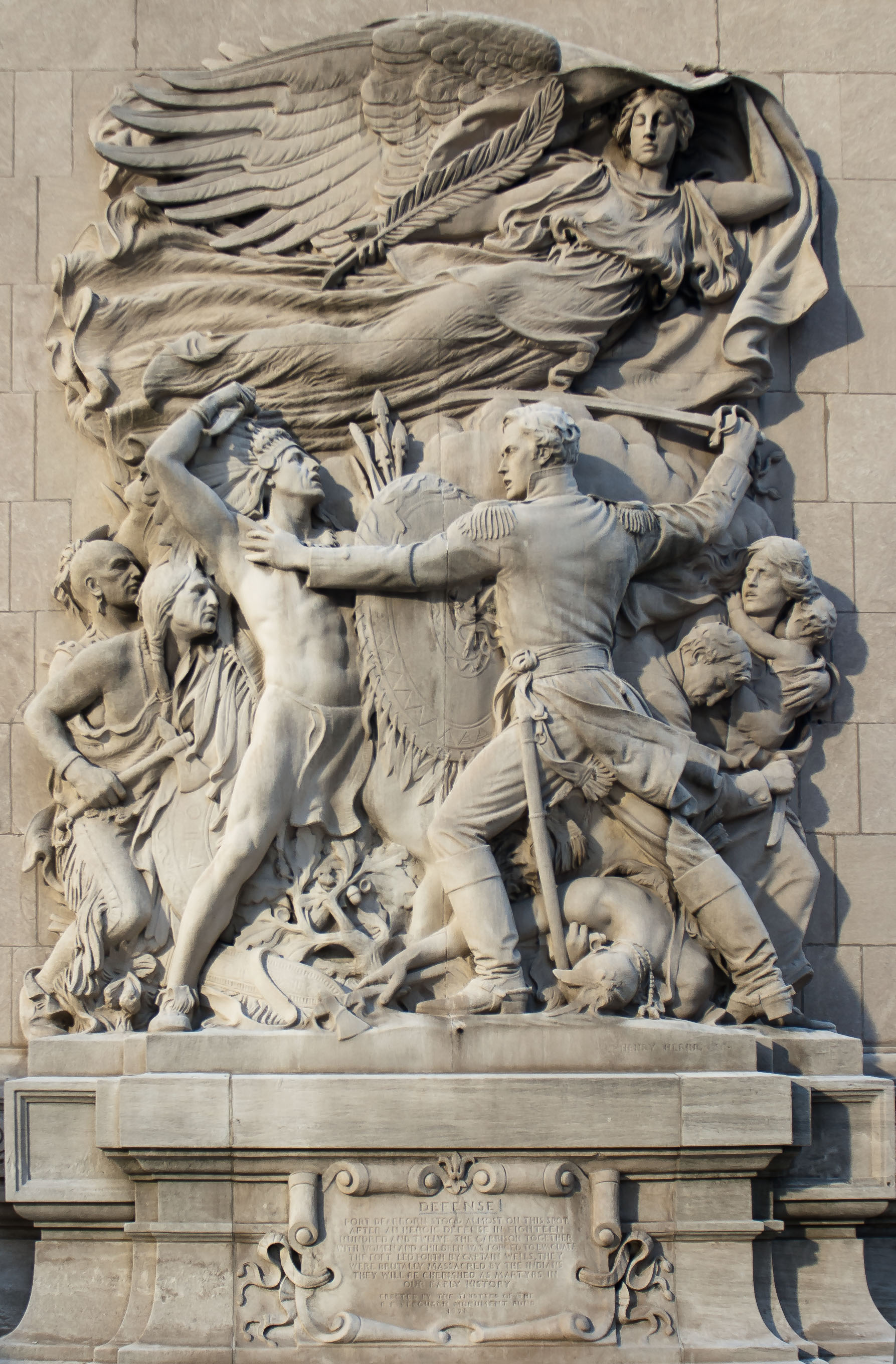
要塞遺址附近的密歇根大街橋的末端有藝術雕刻描述1812年戰爭中迪爾伯恩要塞戰役時的情況。

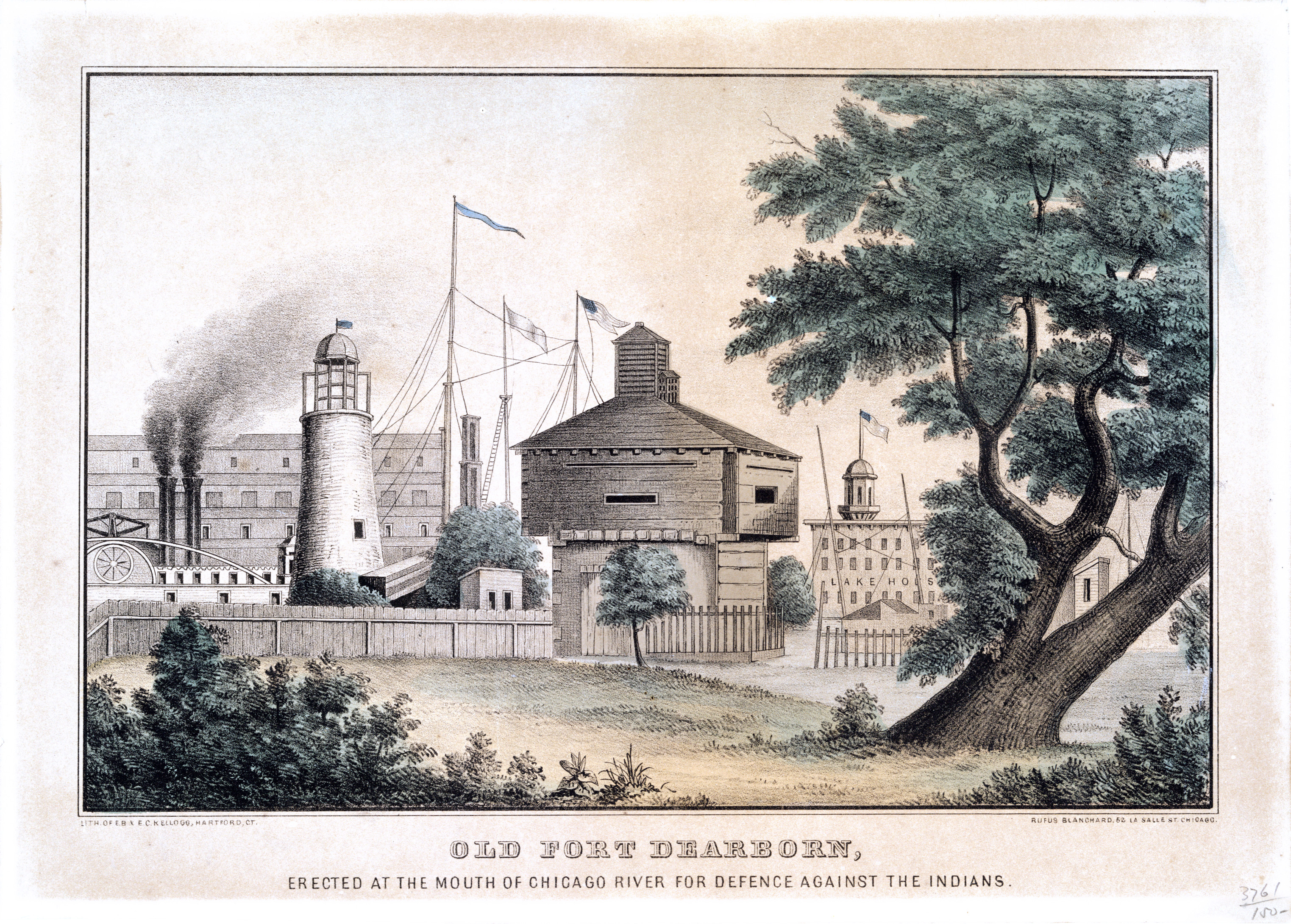
畫家所描繪1853年時的迪爾伯恩要塞。

迪爾伯恩要塞 （Fort Dearborn）或稱迪爾伯恩堡是美國陸軍於1803年在伊利諾伊州芝加哥河畔建立的軍事要塞，位置大約位今日芝加哥市中心近密歇根大街橋附近。要塞是由當時美國陸軍約翰·惠斯勒上尉及其靡下部隊所建造，並以後來成為美國戰爭部長的亨利·迪爾伯恩所命名。要塞最初始的建築在1812年戰爭中的迪爾伯恩要塞戰役期間被摧毀，而一座新的要塞建築後來在1816年在原址重建。要塞一直使用至1837年退出現役。要塞的部份建築後來在1855年擴闊芝加哥河的過程及在1857年發生的一場火災被毀。而要塞最後殘存的部份後來亦在1871年發生的芝加哥大火中被徹底摧毀。要塞遺址現成為芝加哥地標之一。附近的密歇根大街橋的末端有藝術雕刻描述1812年戰爭中迪爾伯恩要塞戰役時的情況。